# Leicester Tigers
Il Leicester Football Club (soprannominato Leicester Tigers) è una società professionistica inglese di rugby a 15 che partecipa alla Aviva Premiership. Il Leicester è il club inglese ad aver ottenuto il maggior numero di successi dell'era professionistica avendo vinto, guidato dal suo capitano Martin Johnson, nel giro di soli sette anni due Heineken Cup e cinque campionati inglesi.
È una delle sole quattro società (insieme a Gloucester, Bath and Wasps) a non essere mai stata retrocessa in seconda divisione e non ha mai chiuso un campionato al di sotto della sesta posizione in classifica. È inoltre l'unica formazione inglese ad essersi qualificata a disputare tutte le edizioni dell'Heineken Cup a cui la federazione inglese ha deciso di partecipare.
Le rivalità più accese sono quelle con Bath, London Wasps e Northampton Saints. La sfida contro Northampton è conosciuta con il soprannome di East Midlands Derby.

## Storia

### I primi anni
Il Leicester Football Club venne fondato durante una riunione, tenutasi nell'agosto 1880 in una sala del George Hotel di Leicester, tra i rappresentanti di tre formazioni(Leicester Societies AFC, Leicester Amateur FC and Leicester Alert) che decisero di fondersi in una sola. Nell'ottobre dello stesso anno la nuova squadra disputò il suo primo incontro affrontando il Moseley al Belgrave Cricket and Cycle Ground e indossando una maglia nera come primo colore sociale.
Il soprannome di Tigers non venne usato prima di cinque anni, quando il quotidiano Leicester Daily Post scrisse che 
(Leicester Daily Post)
L'origine del soprannome non è chiara, ma potrebbe essere stato tratto dal Reggimento di fanteria del Leicestershire (che nel 1946 diventò Royal Leicestershire Regiment). Il reggimento aveva ricevuto il soprannome di Tigers (It. Tigri) dopo aver prestato servizio in India e dal 1825 i suoi membri portavano sul berretto uno stemma con una tigre reale per sottolinearlo. Una teoria alternativa dice che quel giorno la squadra portasse una maglia a strisce marroni e gialle. Nei primi anni i giocatori del Leicester furono soprannominati anche The Death or Glory Boys (It I ragazzi "Gloria o Morte").
Le ora celebri maglie rosse, verdi e bianche non furono utilizzate fino al 1891; fino al 1895 inoltre i colori sulla maglia seguivano delle strisce verticali, quando la versione a strisce orizzontali venne indossata per la prima volta.
Nel 1892 la squadra si trasferì al Welford Road, stadio che tuttora ospita i loro incontri.
Nella stagione 1926/27 il Leicester iniziò ad usare lettere dell'alfabeto per identificare i propri avanti, estendendo poi la pratica a tutta la squadra dalla stagione 1931/32.

### Il dopoguerra
Con l'arrivo di Chalkie White nel 1968 i risultati della squadra, fino ad allora non molto buoni, iniziarono a cambiare in maniera significativa. Si trattava di un allenatore dalle idee molto innovative, che pretendeva dai suoi giocatori un'ottima condizione fisica e grande attenzione alla tattica. I suoi metodi portarono il club ad aumentare i propri successi sul campo e conseguentemente il numero dei tifosi.
La crescita decisa del Leicester come club iniziò verso la fine degli anni settanta. All'inizio del decennio il club aveva solo 600-700 membri e mediamente a vedere le partite andavano un migliaio di persone. Nel 1980, conquistata la prima finale di Coppa Anglo-Gallese le cose erano molto cambiate.
Negli anni settanta la squadra disputò regolarmente delle sfide contro i Barbarians il giorno di S. Stefano che vedevano gli spalti dello stadio gremiti di spettatori. Con l'avvento del professionismo, alla metà degli anni '90, durante il periodo natalizio si iniziarono a disputare regolari incontri di campionato, pertanto tali sfide con i Barbarians cessarono.
Nel 1978 la prima finale di coppa, disputata a Twickenham, contro Gloucester finì con una sconfitta, ma i Tigers vinsero le loro tre successive finali contro Moseley (15-12), London Irish (21-9) e Gosforth (22-15). La quinta finale, giocata nel 1983, non andò bene e Leicester perse contro Bristol.
Nell'agosto 1980 Leicester diventò il primo club inglese ad andare in tour nell'emisfero meridionale; giocò sei partite tra Australia e Figi per celebrare il centenario della società.

### Gli anni novanta e oltre
Il Leicester iniziò il decennio producendosi in una delle maggiori strisce vincenti relativamente alle squadre di club. La serie iniziò quando la sua giovane mischia diede un grosso contributo nella vittoria sugli Harlequins per 23-16 nella finale di coppa del 1993. Nel 1995 diventò campione di Inghilterra e nel 1997 vinse nuovamente la coppa (9-3 in finale sui Sale Sharks) e diventò la prima formazione inglese a raggiungere la finale di Heineken Cup, persa però contro i francesi del Brive.
Nella finale di coppa Anglo-Gallese del 1996 I Tigers vennero sconfitti dal Bath dopo che l'arbitro Steve Lander assegnò loro contro un discusso calcio di punizione all'ultimo minuto. Alla fine della partita Neil Back protestando gettò a terra l'arbitro con uno spintone, finendo squalificato per sei mesi.
Dal 1999 al 2002, sotto la guida del capitano Martin Johnson e dell'allenatore Dean Richards, entrato in carica nel 1998, i Tigers vinsero quattro campionati inglesi consecutivi tra cui i primi due disputati con la formula del play off finale, portando il proprio record a sei vittorie complessive ed eguagliando quindi quello del Bath.
Nel 2001 e 2002 vinsero anche l'Heineken Cup, unica squadra ad averla vinta per due stagioni consecutive. Nel 2001 in finale superarono lo Stade Français 34-30 e nel 2002 il Munster 15-9.
In questo periodo il Leicester registrò anche un record di risultati sul campo amico; tra il 30 dicembre 1997 e il 30 novembre 2002 rimase imbattuto tra le mura di casa per un totale di 57 partite, 52 delle quali vinte consecutivamente. In quelle quattro stagioni Leicester perse soltanto 14 delle 92 partite disputate.
Sette giocatori del Leicester fecero parte della nazionale inglese che nel 2003 vinse la Coppa del Mondo di rugby: Martin Johnson (capitano), Neil Back, Martin Corry, Ben Kay, Lewis Moody, Dorian West e Julian White. A causa delle loro prolungata assenza però la squadra ebbe un calo di rendimento, terminando il campionato in undicesima posizione e finendo eliminata dall'Heineken Cup già nei gironi preliminari. La dirigenza decise così di esonerare Dean Richards, sostituendolo con l'allora allenatore degli avanti John Wells.

### Il dopo-Richards
John Wells nella sua prima stagione completa alla guida del Leicester condusse la squadra al primo posto in campionato nella stagione regolare e alla semifinale di Heineken Cup, giocata al Walkers Stadium e persa contro il Tolosa. I Tigers persero anche la finale dei play off di Premiership contro i London Wasps, partita che fu anche l'ultima giocata per la squadra da Martin Johnson e Neil Back. John Wells si dimise per diventare allenatore federale e il suo posto venne preso da Pat Howard.
Nel 2005/06 il Leicester giunse secondo in campionato dietro ai Sale Sharks, che lo superarono anche nella finale dei play off mentre in Heineken Cup venne eliminato dal Bath.
Nell'aprile 2007 Leicester vinse finalmente un trofeo dopo un'attesa di cinque anni, conquistando la coppa Anglo-Gallese con una vittoria in finale per 41-35 sugli Ospreys a Twickenham grazie alle mete di Tom Varndell, Tom Croft, Ben Kay e Alesana Tuilagi. Il successo venne bissato dalla vittoria per 44-16 nella finale della Premiership contro Gloucester. I Tigers non riuscirono però a conseguire una tripletta senza precedenti, finendo sconfitti dai London Wasps nella finale di Heineken Cup, giocata anch'essa a Twickenham.
Nel dicembre 2006 l'allenatore Walsh annunciò che a fine stagione avrebbe lasciato il club per rientrare in Australia. Il suo successore fu l'allora allenatore della nazionale argentina Marcelo Loffreda, che entrò in carica al termine della Coppa del Mondo del 2007. Loffreda guidò il Leicester fino alla finale di coppa, nuovamente contro gli Ospreys: questa volta però i gallesi riuscirono ad imporsi. In Heineken Cup i Tigers persero tutti gli incontri esterni, fallendo l'approdo ai quarti di finale. In Premiership la squadra riuscì ad arrivare alla finale dei play off, persa però contro gli eterni rivali dei London Wasps. Dopo quella partita, pur avendo portato la squadra a ben due finali nei soli sette mesi in cui era stato alla sua guida, Loffreda venne esonerato. Come nuovo allenatore fu nominato quindi Richard Cockerill.
Nella finale di Premiership 2009 Leicester tornò alla vittoria, sconfiggendo i London Irish 10-9 grazie a una meta di Crane e a cinque punti al piede di Dupuy. La settimana seguente perse la finale di Heineken Cup giocata ad Edimburgo contro gli irlandesi del Leinster.
Il 6 novembre 2009 Leicester affrontò sul proprio campo i campioni del mondo degli Springboks per festeggiare l'inaugurazione di una nuova tribuna dell'impianto. I Tigers colsero una prestigiosa vittoria per 22-17 con una meta di Lucas Amorosino e 17 punti al piede del mediano di mischia Ben Youngs.

## Lo stadio
Il club gioca le proprie partite interne al Welford Road Stadium, che si trova in Aylestone Road. Lo stadio è stato inaugurato nel 1893 e sulla sua prima tribuna potevano trovare posto 1.100 spettatori. Dopo la prima guerra mondiale venne costruita la tribuna Members' and Crumbie, mentre nel 1995 furono aperte al pubblico le tribune Aliiance e Leicester. L'attuale capacità dello stadio è di 24.000 spettatori.

## Palmarès
- Premiership: 11
1987-88, 1994-95, 1998-99, 1999-2000, 2000-01, 2001-02, 2006-07, 2008-09, 2009-10, 2012-13, 2021-22
- Heineken Cup: 2
2000-01, 2001-02
- Coppe Anglo-Gallesi: 8
1978-79, 1979-80, 1980-81, 1992-93, 1996-97, 2006-07

## Giocatori celebri
- Garry Adey
- Neil Back (B&I Lions)
- Martín Castrogiovanni
- Richard Cockerill
- Martin Corry (B&I Lions)
- Leo Cullen
- Les Cusworth
- Mefin Davies
- Paul Dodge (B&I Lions)
- Julien Dupuy
- Harry Ellis (B&I Lions)
- Darren Garforth
- Andy Goode
- Will Greenwood (B&I Lions)
- Jim Hamilton
- Dusty Hare (B&I Lions)
- Austin Healey (B&I Lions)
- Pat Howard
- Shane Jennings
- Martin Johnson (B&I Lions)
- Craig Joiner
- Ken Jones
- Rod Kafer
- Ben Kay (B&I Lions)
- Benjamin Kayser
- Josh Kronfeld
- Leon Lloyd
- Dave Lougheed
- Aaron Mauger
- Eric Miller (B&I Lions)
- Lewis Moody (B&I Lions)
- Darren Morris (B&I Lions)
- Tony O'Reilly (B&I Lions)
- Aleksandr Obolenskij
- Ramiro Pez
- Seru Rabeni
- Steve Redfern
- Dean Richards (B&I Lions)
- Marcus Rose
- Graham Rowntree (B&I Lions)
- Waisale Serevi
- Brian Smith
- Ollie Smith (B&I Lions)
- Winston Stanley
- Tim Stimpson (B&I Lions)
- Joël Stransky
- Ephraim Taukafa
- Frank Tournaire
- Anitelia Tuilagi
- Freddie Tuilagi
- Henry Tuilagi
- Lote Tuqiri
- Rory Underwood (B&I Lions)
- Tony Underwood (B&I Lions)
- Fritz van Heerden
- Sam Vesty
- John Welborn
- Dorian West (B&I Lions)
- Peter Wheeler (B&I Lions)
- Clive Woodward (B&I Lions)
- Nick Youngs